# Paperino e la sposa persiana
Paperino e la sposa persiana (In Ancient Persia) è una storia a fumetti di Carl Barks, pubblicata per la prima volta su Four Color n. 275 del maggio 1950. È stata pubblicata anche col titolo Paperino nell'antica Persia. La storia sembrerebbe ispirata ai film del 1932 La mummia e Il castello maledetto, mentre per ambientazioni e costumi l'autore si basò su illustrazioni reperite su The National Geographic Magazine e su una foto della Rocca di Gibilterra pubblicata da un giornalista della Associated Press.

## Trama
Qui, Quo e Qua disubbidiscono allo zio Paperino, andando a spiare uno scienziato pazzo, che rinchiude in un aereo loro e poi lo stesso Paperino. Le intenzioni dello scienziato sono di dirigersi a Itsa Faka, antica città persiana, e tramite una formula, far tornare in vita gli abitanti polverizzati. Riesce nell'intento, ma il re Nevvawaza, convinto che Paperino sia il principe Cad Alì Cad, cerca di farlo sposare con sua figlia Needa Bara Soapa. Ciò non rende molto felice il papero, anche perché la principessa è davvero orribile e grassa.
Qui, Quo e Qua, con un rituale, portano in vita il vero principe e il sovrano decide una sfida fra i due che decreterà il futuro marito della ragazza; il duello avverrà il giorno seguente. I nipoti cercano di far fuggire lo zio ma riusciranno solo a far fuggire il principe. Prima di celebrare le nozze vengono interrotti dallo scienziato, che ora minaccia la razza terrestre con un terribile vapore che polverizza chiunque ne venga a contatto. Paperino però rompe l'ampolla contenente il gas, che trasforma in polvere gli abitanti di Itsa Faka, lo scienziato, e lo stesso Cad Alì Cad, tornato nella reggia perché spaventato dai cambiamenti avvenuti durante il tempo passato dalla disidratazione. I paperi riescono così a fuggire.

## Edizioni
Paperino e la sposa persiana fu pubblicata per la prima volta negli Stati Uniti su Four Color n. 275 del maggio 1950, e ristampata diverse volte negli anni successivi. Fu pubblicata anche in diverse nazioni europee oltre che in Australia, Brasile, Colombia, Egitto, Messico e Sudafrica. In Italia fu pubblicata, divisa in due parti, nei numeri 18 e 19 di Topolino di agosto e settembre del 1950.

## Accoglienza
Thomas Andrae definisce Paperino e la sposa persiana "la storia più importante di Barks in cui la bomba è un sottotesto" oltre che "la sua storia più inquietante e terrificante"; secondo Andrae, infatti, il vapore polverizzante sarebbe una metafora della bomba atomica, e Barks "caricaturizza la civiltà dispotica dell'antica Persia come espressione di una volontà di potenza distruttiva caratteristica della civiltà occidentale che ha raggiunto il culmine nell'era atomica". Michael Barrier afferma che nella storia "la parodia batte il pulp, ma senza mancare di rispetto alle sue virtù", e apprezza il modo in cui Barks risolve il problema della lingua: i paperi capiscono il linguaggio dei persiani dopo aver inalato i loro "processi mentali" dall'acqua nella vasca da bagno reale dove vengono rianimati, cosa che Barrier definisce "puro pulp, del tipo più divertente".